# 서프라이즈 U
서프라이즈 U(5urprise U)는 대한민국의 배우 아이돌 그룹이다. 연기뿐만 아니라 음악, 예능, 모델 등에도 활동하고 있다. 2017년 7월 7일 결성되었으며, 윤정혁, 지건우, 은해성, 김현서로 이루어져 있다.